# Силицид дирения
Силицид дирения — неорганическое соединение 
рения и кремния 
с формулой Re2Si, 
кристаллы.

## Получение
- Нагревание стехиометрических количеств чистых веществ:

{\displaystyle {\mathsf {2Re+Si\ {\xrightarrow {1960^{o}C}}\ Re_{2}Si}}}

## Физические свойства
Силицид дирения образует кристаллы
моноклинной сингонии,
пространственная группа P 21/b,
параметры ячейки a = 0,64444 нм, b = 0,53898 нм, c = 0,96019 нм, β = 94,215°, Z = 4,
.
Соединение образуется по перитектической реакции при температуре 1960°С (1810°С).
При температуре 3,8 К соединение переходит в сверхпроводящее состояние 